# Стежка Континентального Вододілу
Стежка Континентального Вододілу або Маршрут Континентального Вододілу (англ., Continental Divide Trail) — це національна мальовнича стежка в Сполучених Штатах, довжина якої, за оцінками Continental Divide Trail Coalition, становить 3,028 милі (4,873 км) між кордоном США з Чіуауа, Мексика, та кордоном з Альбертою, Канада.  Часті зміни маршруту та велика кількість альтернативних шляхів призводять до того, що фактична відстань коливається в межах від 2 700 миль (4 300 км) до 3 150 миль (5 070 км).  МКВ проходить через континентальний вододіл Америки вздовж Скелястих гір і перетинає п’ять штатів США — Монтану, Айдахо, Вайомінг, Колорадо та Нью-Мексико . 
У 2024 році МКВ було завершено приблизно на 80 відсотків із поєднанням спеціальних стежок, ґрунтових і асфальтованих доріг. Таким чином Стежка Континентального Вододілу не є офіційно завершеною, що створює для мандрівників певні труднощі при подоланні тисяч кілометрів маршруту. 
Маршрут Континентального Вододілу був описаний у 2013 році мандрівником, якому підкорилась Потрійна корона хайкінгу як «сирий, дикий, віддалений і незакінчений; подолання цього маршруту, вимагає від мандрівника неабияких навичок та знань подорожей через дикі місцевості і віддалені гірські райони. При цьому стежка неймовірно красива, приголомшлива і, можливо, найвигідніша з основних пішохідних стежок на довгі відстані». 
Створення Аппалачської стежки та Тихоокеанського Верховинного Шляху надихнуло до ідеї створення Маршруту континентального вододілу. Перша ділянка запропонованої стежки була прокладена в Колорадо в 1962 році Асоціацією маршрутів Скелястих гір. У 1965 році президент Ліндон Джонсон запропонував національну систему маршрутів, а в 1968 році Конгрес США прийняв Закон про національну систему маршрутів .
У 1978 році Маршрут Континентального Вододілу було офіційно засновано, а відповідальність за управління передана Лісовій службі США . Частини стежки вже існували, і кілька туристів стверджували, що пройшли від Мексики до Канади неофіційною стежкою,  серед них Джим Вольф, балтіморський адвокат, який пройшов Аппалачською стежкою в 1971 році, і чий опис цієї подорожі з’являється у двотомнику «Похід Аппалачською стежкою». Вольф передбачив подібну стежку вздовж Континентального вододілу, і в 1978 році він організував Товариство континентального вододілу, яке виступало за нещодавно визначену Національну мальовничу стежку та опублікувало кілька ранніх путівників. 
Прогрес у створенні стежки був повільним, а зацікавленість зі сторони мандрівників у необхідності такого довгого маршрута була мінімальна. Все це викликало бурхливі дискусії з приводу необхідності фінансування та розробки багаторічного плану по створенню тисячикілометрового маршруту. 
До 1995 року було зареєстровано лише 15 людей, які подолали всю стежку від початку до кінця, при тому, що вона знаходилась на стадії розробки і створення. У тому ж році було створено Continental Divide Trail Alliance (CDTA), альянс, який за допомогою волонтерів мав будувати та покращувати маршрут стежки. У 2012 році Continental Divide Trail Coalition замінила CDTA, щоб координувати зусилля кількох регіональних партнерів, які займаються будівництвом і підтримкою стежки.  Кількість пішохідних туристів зросла з чотирьох у 1999 році до понад 150 у 2019 році, при цьому похід по Стежці Континентального Вододілу є найменш популярним в порівнянні з іншими, великими пішохідними маршрутами в США.

## Безперервний похід
Успішне проходження всієї стежки континентального вододілу займає в середньому п’ять місяців. Визначення "Безперервного походу" залишається на розсуд туристів, адже стежка має декілька десятків альтернативних варіантів, і кожен мандрівник вибирає підходящий для себе. Також варто зазначити, що мапа маршруту міняється ледве не кожен рік, і там, де ще рік тому проходила більшість туристів, в наступному році може ніхто не пройти. Тому визначення "безперервного походу" коливається від року в рік.
Є певна категорія мандрівників, які виступають за "чистоту" походу і намагаються не пропускати ні метра з мапи, яка є офіційною в рік походу. Але близько 50 відсотків туристів зазначають, що не притримуються правила "чистого походу", бо ставлять комфорт і безпеку на перше місце. В такому випадку вони вимушені пропускати або обходити певні ділянки стежки із-за лісових пожеж, сніжних штормів, повеней та небезпек повʼязаних з дикими тваринами. 
Більшість мандрівників починають похід у квітні в Нью-Мексико, прямують на північ і закінчують на кордоні з Канадою в кінці серпня або середині вересні. Якщо туристи починають надто рано, вони можуть зіткнутися з важкими та майже непрохідними сніговими умовами в горах Сан-Хуан у Колорадо, а якщо туристи закінчують надто пізно, вони ризикують зіткнутися з сильним та майже непрохідним снігом у Національному парку Глейшер поблизу кордону з Канадою. Середня базова вага рюкзака хайкерів у 2018 році становила 7.5 кілограма . Крім того, турист несе з собою до тижневого запасу їжі вагою близько 800 грам на день, а в більш сухих районах, особливо в Нью-Мексико, до п’яти літрів води.. Додаткове спорядження може включати льодоруб і спрей від ведмедів. 
Але варто зазначити, що з кожним роком компанії виробники туристичного спорядження вдосконалюють техніку виготовлення та використовують нові, більш легкі матеріали. Це дозволяє значно зменшити вагу наплічника, тим самим зменшивши й навантаження на коліна, поперек і спину. 
Досвідчені мандрівники з легкістю обходяться наплічником вагою до 4 кілограм і запасами їжі в 400 грам на день. 
Опитування, яке було проведено в 2019 році, показало що середній вік туриста складає 31 рік, дві третини з яких становили чоловіки. Три чверті були зі Сполучених Штатів, а решта – з одинадцяти інших країн. Середня кількість днів (включно з днями відпочинку, коли хайкер не проходить ні кілометра по стежці) для подолання маршруту становила 147 .
Наймолодшою людиною, яка подолала весь маршрут, є Рід Гьоннес, яка пройшла цією стежкою разом зі своїм батьком Еріком Гьоннесом з 15 квітня 2013 року по 6 вересня 2013 року в одному безперервному поході на північ у віці 13 років.  

## Нью-Мексико

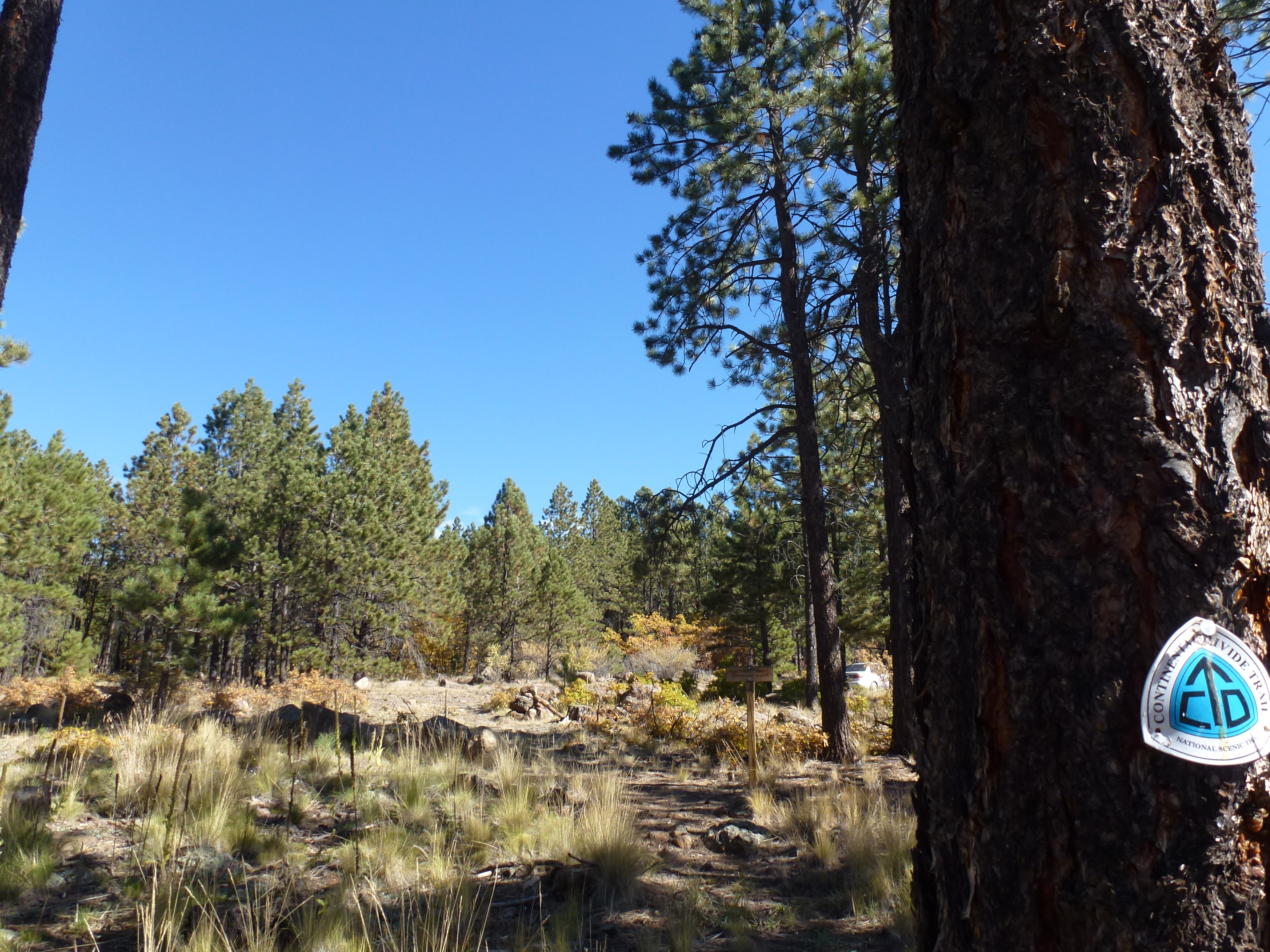
Офіційний маркер стежки CDT на сосні в Національному лісі Сібола, Нью-Мексико.

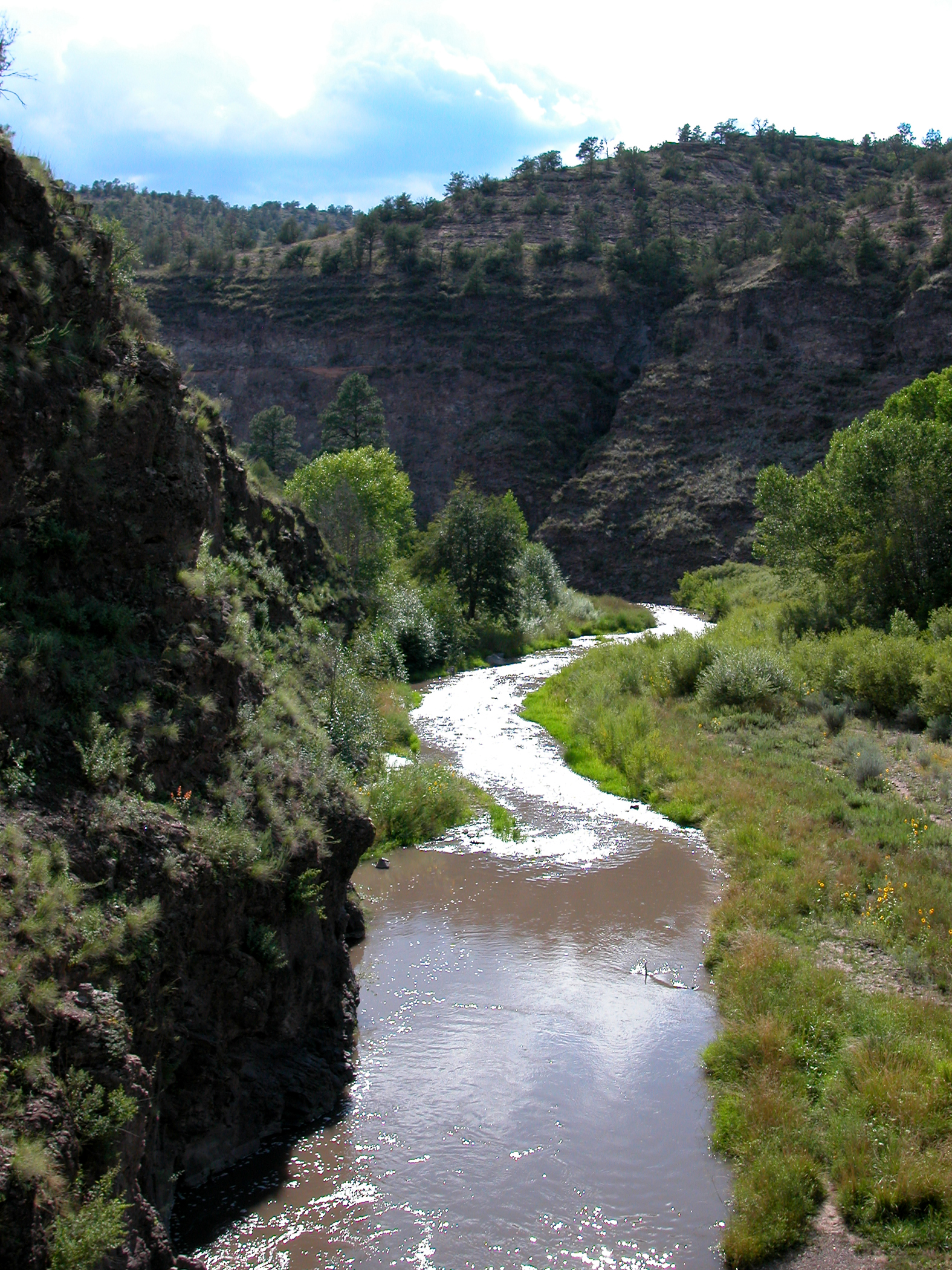
Більшість туристів CDT вибирають альтернативний маршрут через дику місцевість ріки Гіла, штат Нью-Мексико, замість того, щоб слідувати офіційним CDT.

Лісові пожежі становлять ледве не найбільшу небезпеку для мандрівників. Ділянки стежки часто закриті для туристів через потенційну небезпеку розповсюдження вогню. Наприклад, у 2022 році понад 300 миль CDT було закрито на один місяць через посуху, що спричинила небезпеку пожеж. 
Офіційна довжина МКВ у Нью-Мексико становить 794,5 милі (1 278,6 км) , хоча багато альтернативних маршрутів можуть зменшити або збільшити цю відстань. Так, наприклад, більшість мандрівників вибирають альтернативний шлях вздовж річки Гіла. Це зумовлено тим, що офіційний маршрут прокладено через доволі віддалені регіони штату, де немає ні поселень, ні людей, ні можливості поповнити запаси їжі. В випадку подорожі по офіційному маршруту, турист повинен нести їжі на 10 днів мінімум, і подумати, як поповнювати воду в доволі посушливому регіоні штату Нью-Мексико. 

## Колорадо

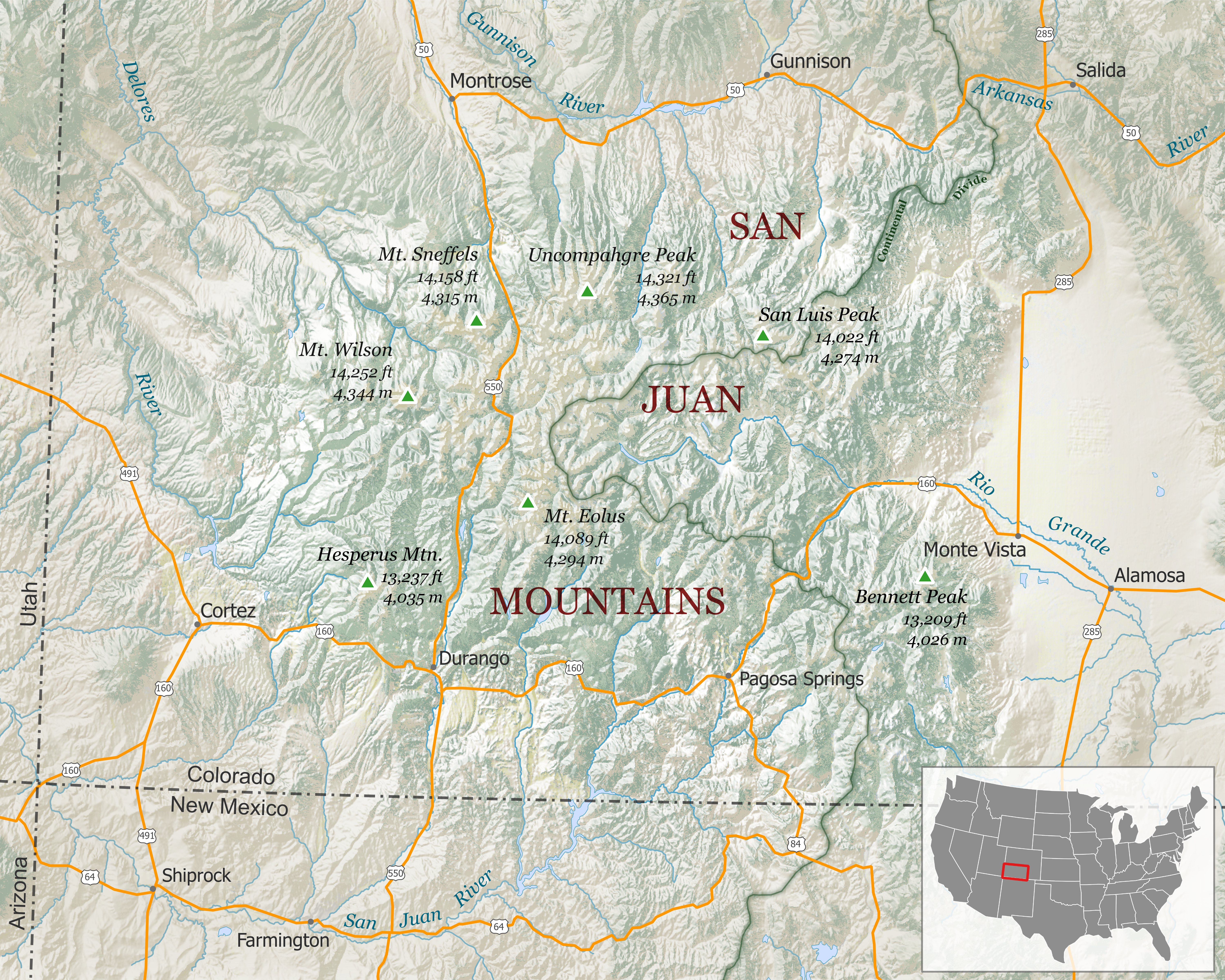
Гори Сан-Хуан і Континентальний вододіл на півдні Колорадо.

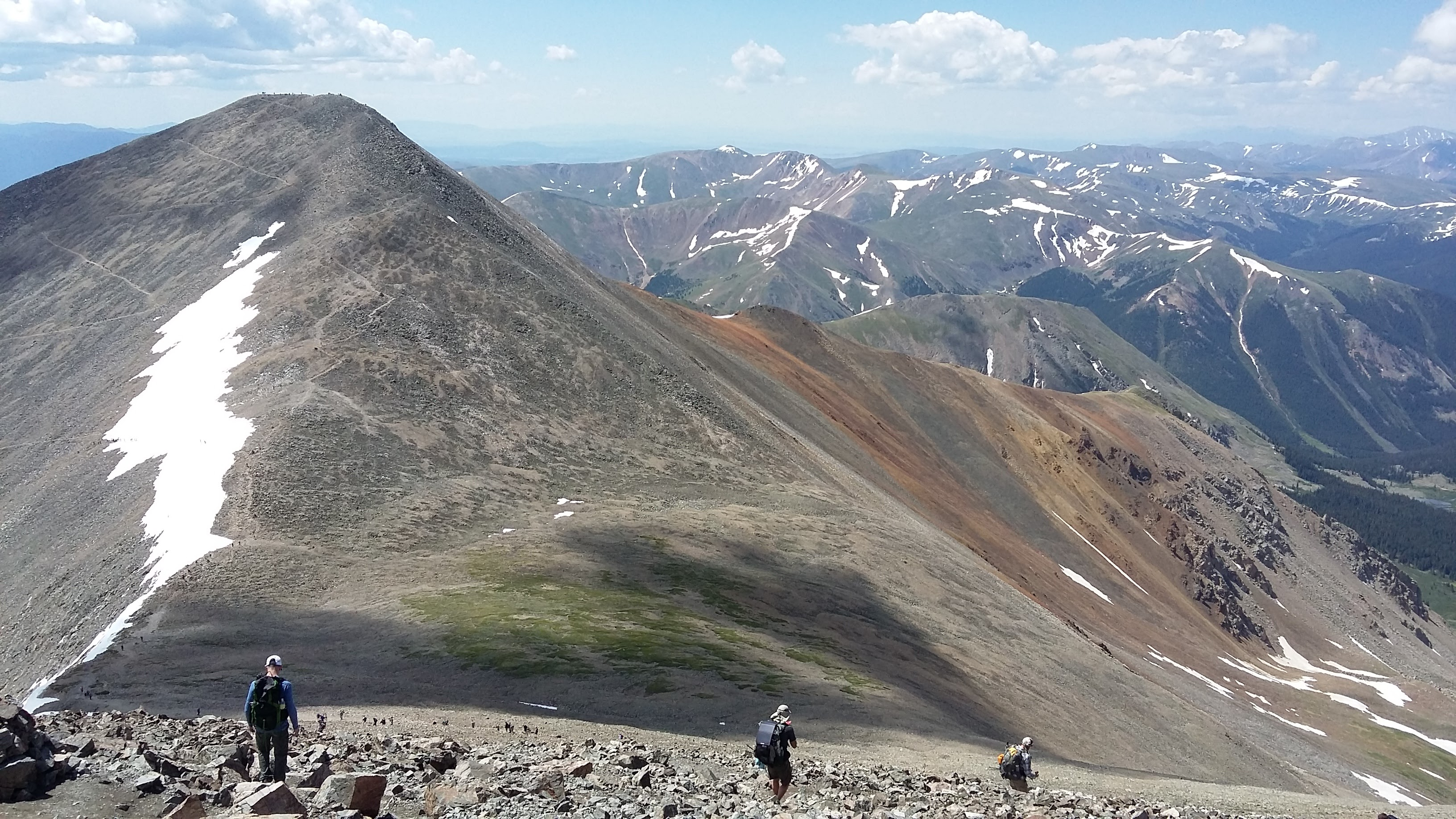
Грейс-Пік, штат Колорадо, є найвищою точкою CDT (4 липня 2016 р.).

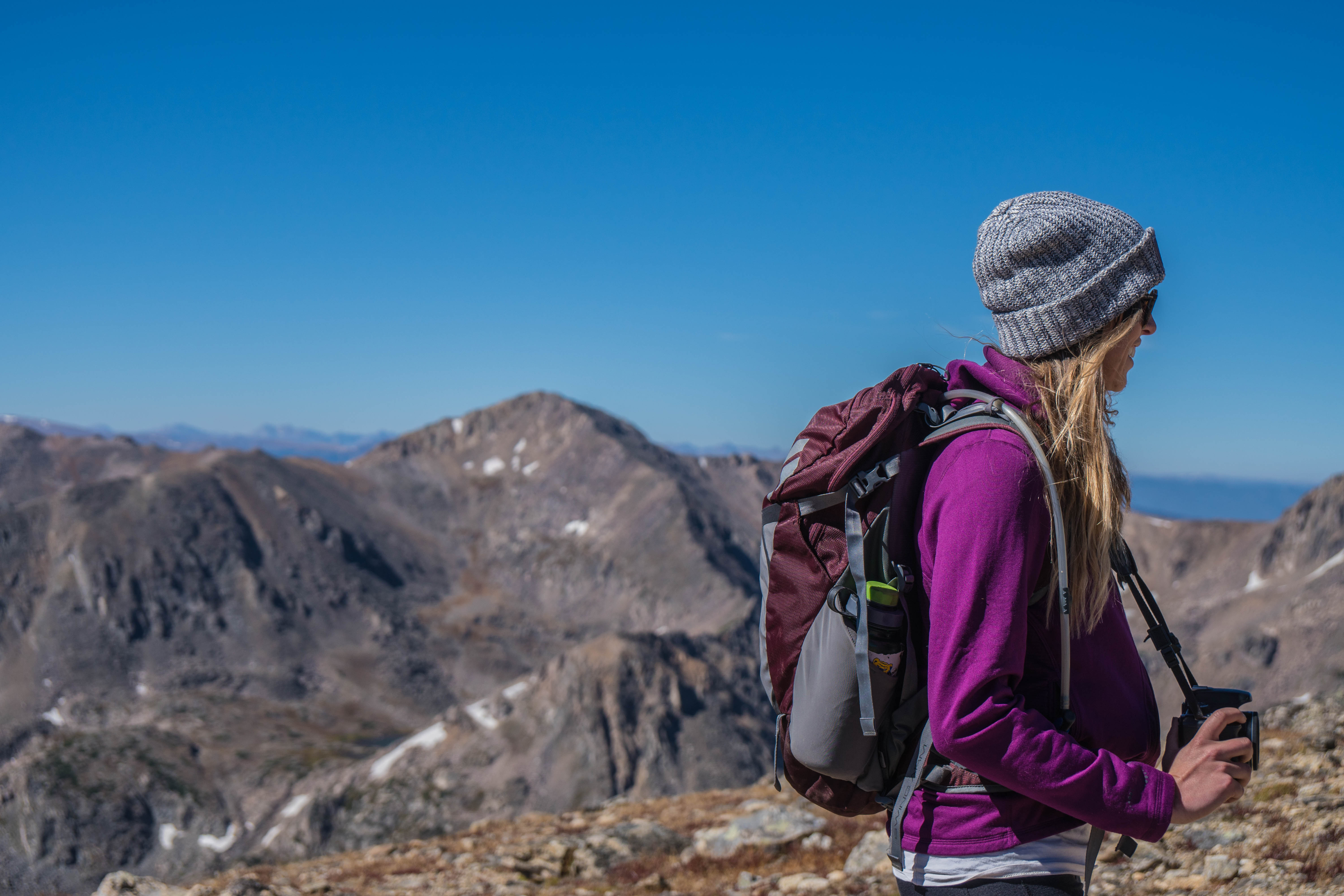
Турист біля піку Джеймса, Колорадо.

Офіційна довжина МКВ у Колорадо становить 735,5 милі (1 183,7 км) , хоча кілька альтернативних маршрутів зменшують або збільшують його довжину. В першу чергу альтернативні маршрути існують для безпеки мандрівників, адже непередбачувані погодні умови, сніжні шторми та завірюхи в високогірʼї Колорадо можуть траплятись ледве не до середини літа. У випадку хуртовин і сніжних завалів мандрівнику варто терміново спускатись в низину, де прокладені декілька маршрутів. 
Найнижча висота стежки в Колорадо становить 8 044 фути (2 452 м) уздовж Середнього розгалуження річки Елк поблизу кордону з Вайомінгом , а найвища точка стежки в Колорадо 14 278 футів (4 352 м) на вершині піку Грей . Кілька додаткових гір з висотою понад 14 000 футів (4 300 м) знаходяться біля стежки.
81,2 відсотка з 235 респондентів під час опитування 2022 року визнали Колорадо найскладнішим штатом для туристів через щоденний набір висоти, холод, диких тварин і віддаленість від міст та поселень, де можна поповнити запаси їжі.  Лісові пожежі часто призводять до того, що частини стежки перекриваються, і туристам доводиться вибирати альтернативні маршрути. Іншою небезпекою для туристів є «сезон мусонів» у Колорадо з сильними грозами після обіду, які є звичайним явищем у липні та серпні на високих гірських хребтах  

## Вайомінг

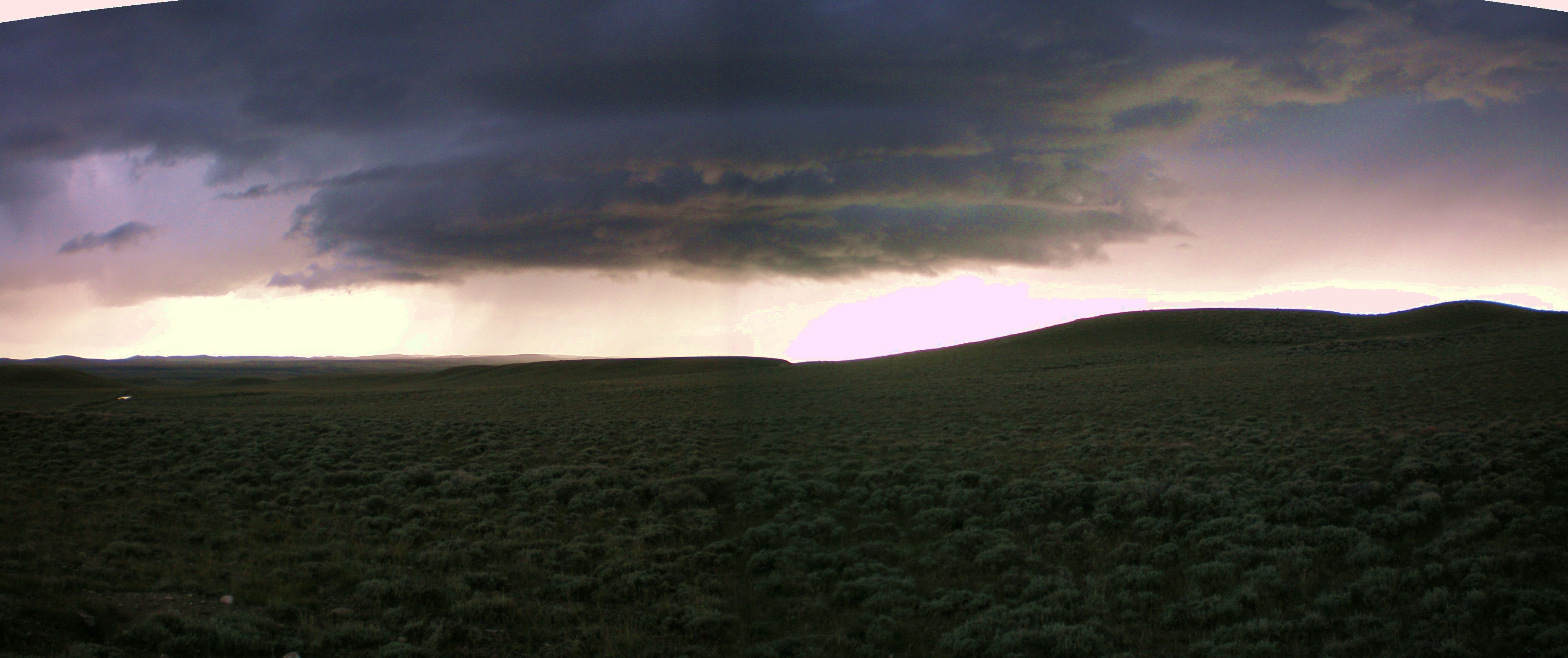
Блискавки та грози з градом з’являються без попередження у Великому вододіловому басейні штату Вайомінг; немає де сховатися.

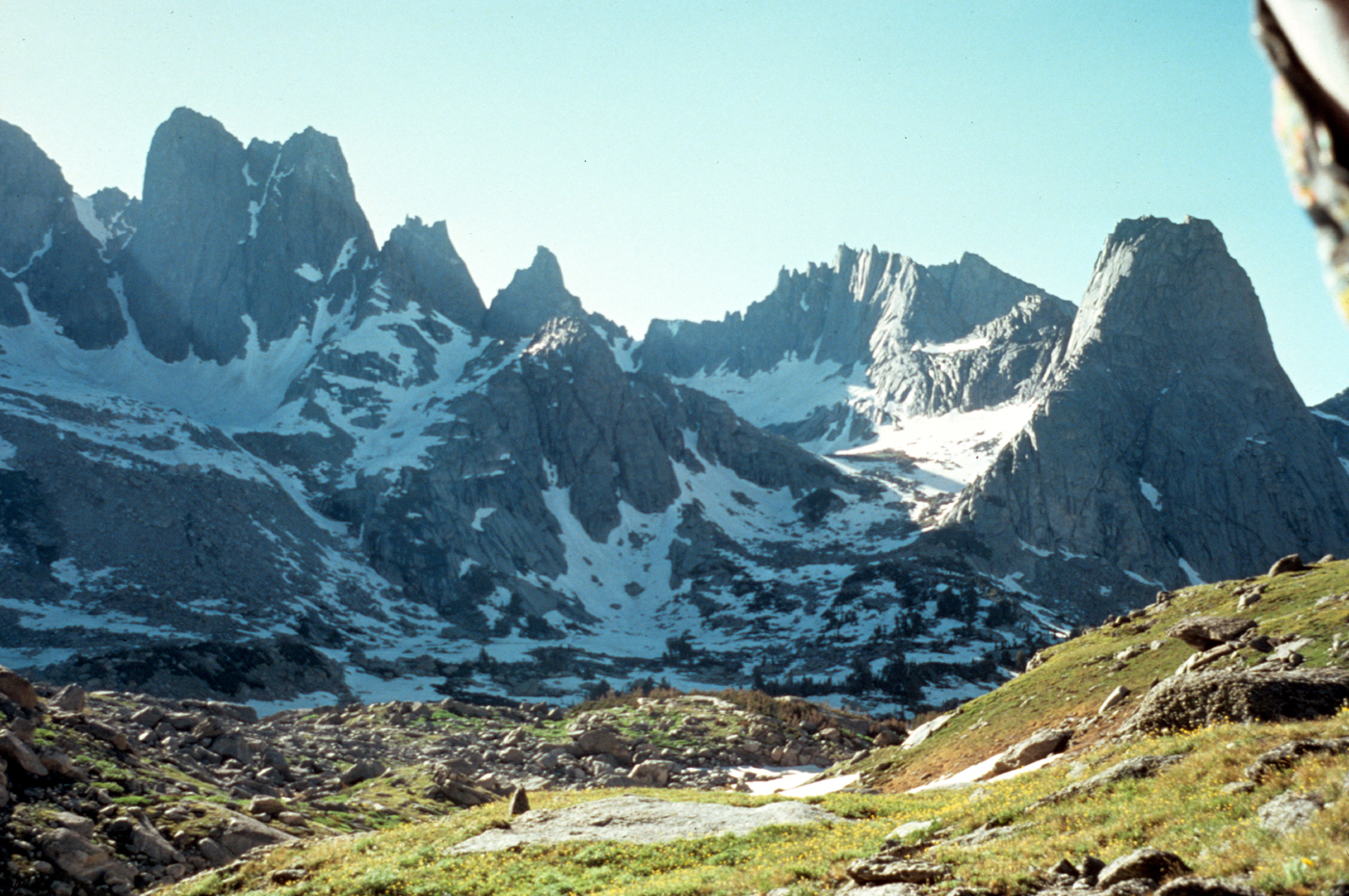
The Cirque of the Towers у Вайомінгу є одним із мальовничих місць поблизу стежки.

Офіційний довжина МКВ у Вайомінгу становить 513 миль (826 км) , хоча, як і в попередніх штатах, тут також існують альтернативні варіанти проходження стежки, які можуть або скоротити, або додати додаткові кілометри. Найнижча висота стежки у Вайомінгу становить 6 522 фути (1 988 м) приблизно 12 миль (19 км) на північ від Ролінза .  а найвища висота у Вайомінгу становить 11 115 футів (3 388 м) на перевалі Лестер у пустелі Бріджер хребта Вінд Рівер . 

## Кордон Айдахо/Монтана

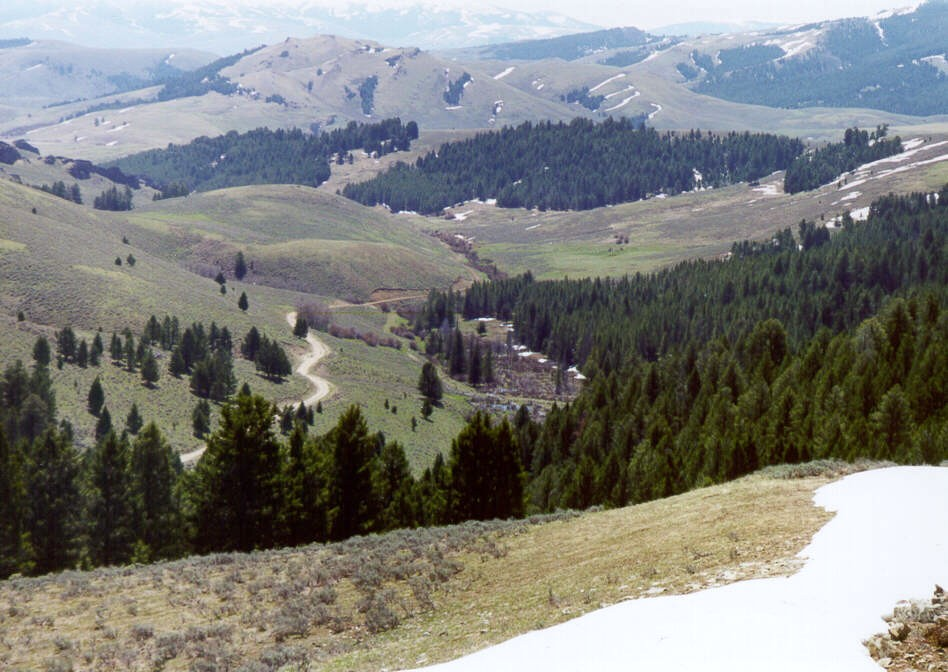
Перетин континентального вододілу на перевалі Лемхі; Експедиція Льюїса і Кларка перетнула перевал 12 серпня 1805 року.

Мандруючі на північ, залишаючи Єллоустонський національний парк у штаті Вайомінг, потрапляють у Столітні гори Айдахо. Протягом наступних 358 миль (576 км) стежка прямує до кордону Айдахо та Монтани, який також є Континентальним вододілом. Найнижча висота стежки на кордоні Айдахо та Монтани становить 5 764 фути (1 757 м) вздовж Північного розгалуження Шип-Крік в Айдахо, а найвища висота становить 10 091 фут (3 076 м) на вершині Лосиної гори.  Лінія уздовж цієї ділянки стежки становить 8 500 футів (2 600 м) до 9 000 футів (2 700 м) по висоті. Більша частина CDT пролягає по високих трав’янистих хребтах, де потрібно йти пішки ґрунтовими дорогами. Води може бути мало, і ведмеді грізлі зустрічаються поблизу Єллоустонського парку. 

## Монтана

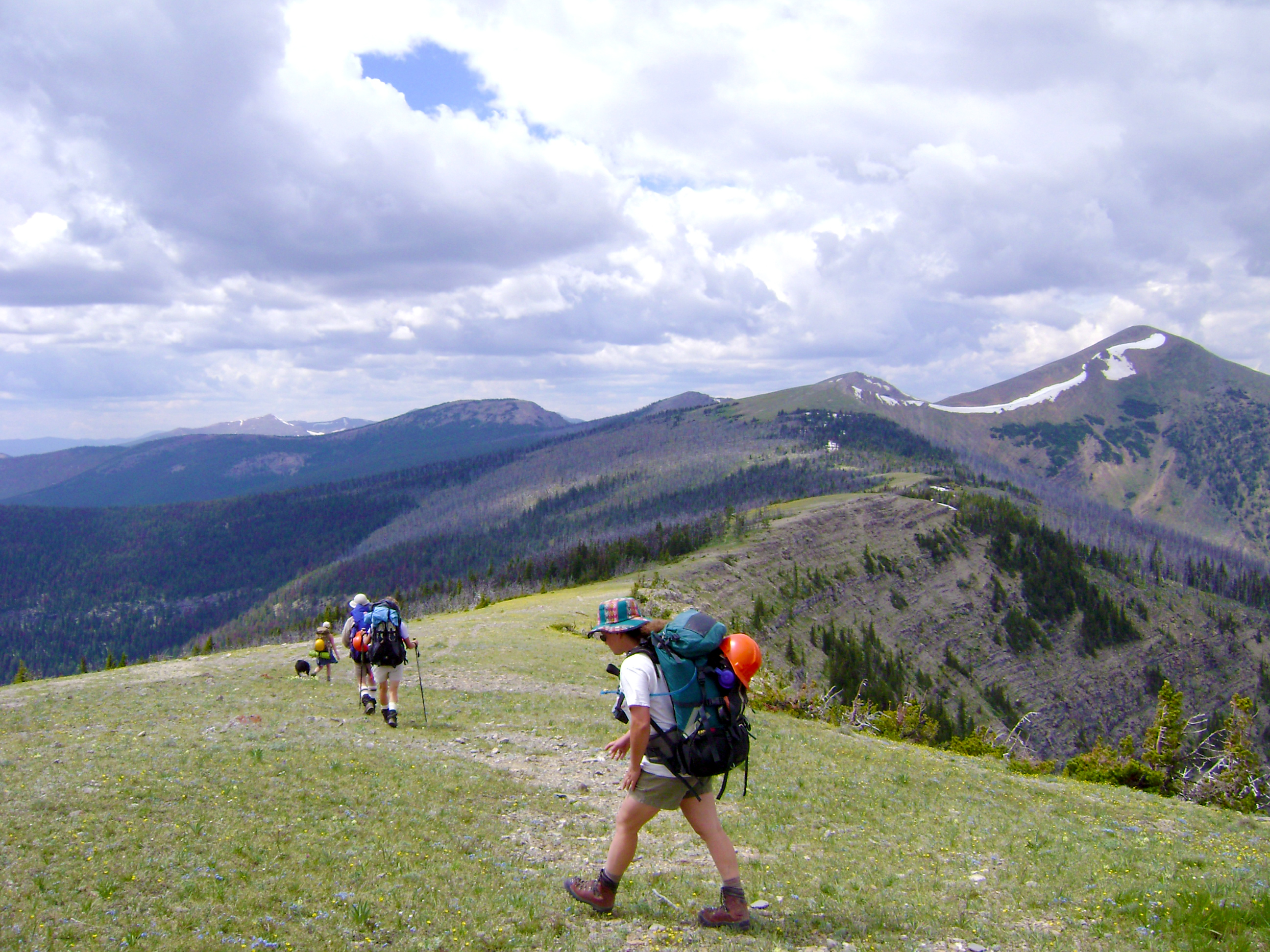
Волонтери відправляються в табір у заповідну зону Боба Маршалла, Монтана. Асоціація дикої природи Монтани координує безкоштовні волонтерські відпустки через свою програму подорожей CDT Montana.

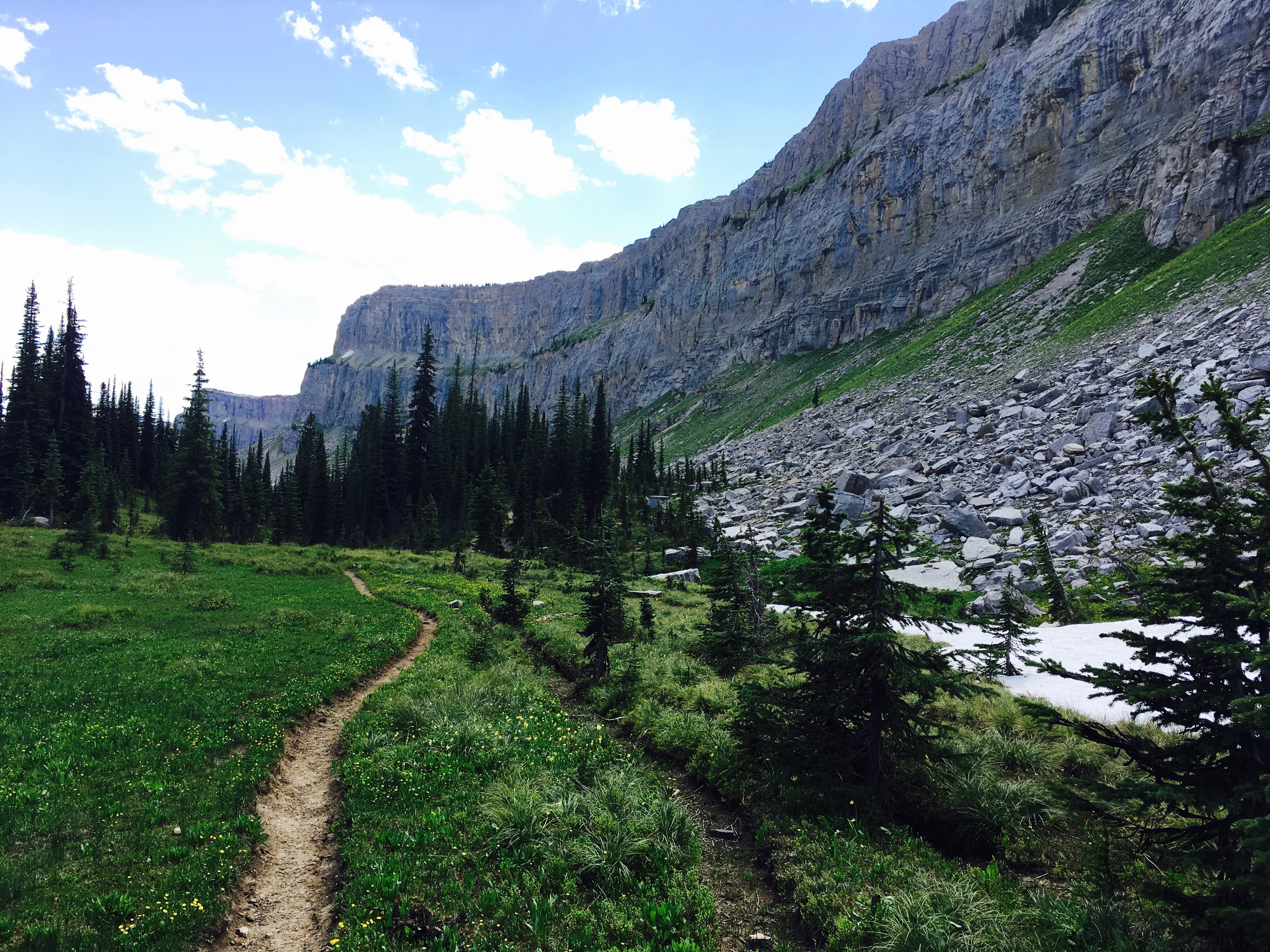
Китайська стіна нависає над CDT у зоні дикої природи Боба Маршалла (8 липня 2017 р.).

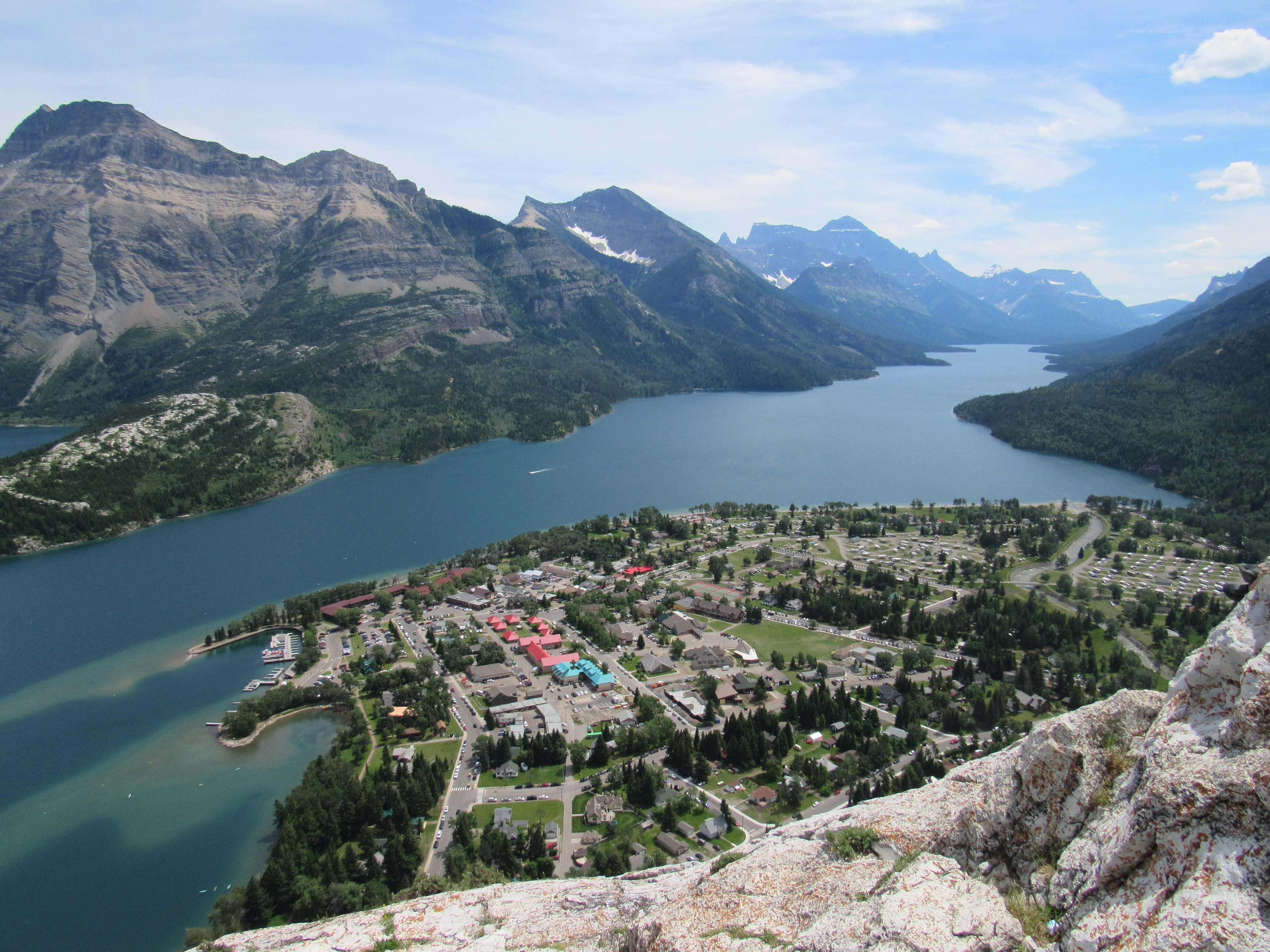
Багато туристів починають або закінчують свою подорож біля озера Вотертон.

Залишаючи кордон Айдахо та Монтани, стежка тягнеться на 627 миль (1 009 км) аж до фінальної точки на кордоні з Канадою. Найнижча висота стежки в Монтані після виїзду з кордону Айдахо і Монтани становить 4 215 футів (1 285 м) на озері Верхній Уотертон, яке пролягає на кордоні США та Канади. Найвища висота становить 9 324 фути (2 842 м) у пустелі Анаконда-Пінтлер .  Лінія може досягати 6 000 футів (1 800 м) у національному парку Глейшер на кордоні з Канадою  на висоті 9 000 футів (2 700 м) у південній частині штату Монтана. 
Інші стежки з Потрійної корони хайкінгу
- Аппалачська стежка
- Тихоокеанський Верховинний Шлях

## Зовнішні посилання
- CDT Монтана, Асоціація дикої природи Монтани
- Continental Divide Trail Society
- Коаліція «Шлях континентального розколу».
- Національний мальовничий маршрут Continental Divide у національному парку Скелясті гори (служба національних парків)
- Jonathan Ley's CDT Hike - веб-сайт для туристів
- Веб-сайт Національного лісу Біверхед-Дірлодж - описує найпівнічніші частини стежки
- Національна мальовнича стежка Continental Divide - сторінка BLM
- CDT-L - список розсилки маршруту континентального вододілу
- Mailing Label Maker - Continental Divide Trail Mailing Label Maker
- CDT Thru hiking Resources - перелік важливих ресурсів для thru hiking CDT
- Посібник з планування швидкого та брудного CDT - загальний огляд CDT для цілей планування
- CDT Yo-Yo hike Френсіса Тапона - веб-сайт першої людини, яка здійснила подорож туди й назад на CDT
- Туристичні журнали від людей на Стежці континентального вододілу
- CDT Photo Montage на музику Уокіна Джима Штольца
- Стежка ресурсів автомагістралей - Стежка Континентального вододілу - це дерево з багатьма гілками
- Video (04:52) - Hiking the CDT на YouTube
- , документальний фільм перших двох жінок, які піднялися CDT у 1978 році.

Картографічні ресурси
- CDT Coalition Масштабована карта. Використовує бали якості Bear Creek.
- Високоякісні професійні GPS-картографи та карти Bear Creek Survey . Деякі безкоштовні.
- Postholer Різні Високоякісні деякі безкоштовно.
- Йохатан Лей. Сторінка ресурсів карти. Версія KML має багато альтернатив.
- Стежки з маркуванням. Використовує дані OpenStreetMap CDT. Із завантаженнями GPX/KML.

Шаблон:Rocky Mountain National Park